# 9 Dywizjon Artylerii Konnej
9 dywizjon artylerii konnej (9 dak) – pododdział artylerii konnej Wojska Polskiego w II Rzeczypospolitej.
Na przełomie lipca i sierpnia 1920 sformowany został 8 dywizjon artylerii konnej. Jednostka wzięła udział w wojnie polsko-bolszewickiej. W czerwcu 1921 przemianowana została na 9 dywizjon artylerii konnej. W okresie pokoju dywizjon stacjonował w garnizonie Baranowicze na terenie Okręgu Korpusu Nr IX. W kampanii wrześniowej walczył w składzie macierzystej Nowogródzkiej Brygady Kawalerii.

## Formowanie dywizjonu
9 dywizjon artylerii konnej powstał z przemianowania w 1921 wojennego 8 dywizjonu artylerii konnej.
Formowanie 1 baterii konnej rozpoczęto na przełomie listopada i grudnia 1918. Stała się ona zalążkiem 8 dywizjonu artylerii konnej formowanego latem 1920. 1/8 dak formowana była w Górze Kalwarii przy baterii zapasowej nr 1, a 3 bateria w Poznaniu przy baterii zapasowej nr 3. 12 sierpnia Dowództwo Artylerii wydało rozkaz nr 135/Art. o powołaniu dowództwa dywizjonu oraz 2 baterii. Na dowódcę dywizjonu wyznaczony został  oficer armii austriackiej z pochodzenia Szwajcar ppłk Artur Buol i 19 sierpnia w Płońsku objął on dowodzenie. 1 baterią dowodził por. Stanisław Brzezicki, 2 baterią por. Konstanty Rodziewicz a 3 baterią kpt. Władysław Rogala-Rozwadowski. Każda z baterii miała po trzy działa.
Korpus oficerski był dość różnorodny. W dywizjonie służyli oficerowie byłego wojska rosyjskiego i austriackiego. Młodsi oficerowie wywodzili się ze szkół polskich, jeden oficer pochodził z byłej armii niemieckiej i jeden z Legionów Polskich. Również korpus podoficerski nie był jednorodny. 1 bateria posiadała przeważnie „królewiaków” – podoficerów z armii rosyjskiej, podoficerowie 2 baterii rekrutowali się z Centralnego Obozu Podoficerskich Szkół Artylerii w Toruniu. Najsłabsza obsada podoficerska była w 3 baterii. Miała ona zaledwie kilku podoficerów. Szeregowi dywizjonu to ochotnicy, akademicy, uczniowie wyższych i średnich uczelni warszawskich oraz poborowi.

## Walki baterii 8 dak o granice
Pierwsze strzały baterii 8 dak padły jeszcze przed jego formalnym powstaniem. 1 sierpnia pod Miastkowem 1 bateria otworzyła ogień wspierając szwadrony 8 Brygady Jazdy płk. Stanisława Skotnickiego. W czasie rozpoczynającej się bitwy warszawskiej kawalerzyści 8 BJ nie mogąc zająć Ciechanowa wycofali się do Płońska, a podczas odwrotu toczyli ciężkie walki pod Wyżykami. Tam wspierał ich ogniem 8 dywizjon. 13 sierpnia pod Kołkami pękło działo z 1 baterii zabijając kanoniera i raniąc trzech innych. W kolejnych dniach z dywizjonu została wydzielona 2 bateria, która wyruszyła wraz z 9 Brygadą Jazdy w kierunku Mławy. Zadaniem brygady było odcięcie od granicy pruskiej III Korpusu Kawalerii Gaja Gaja. W walkach pod Ćwiklinem bateria straciła 9 rannych kanonierów i 5 zabitych koni. W kolejnym dniu bateria wyruszyła do Smardzewa, gdzie brała udział w nocnym boju. Dzień później wspierała kawalerię pod Mateckiem i Gołkami, niszcząc pod Mdzewem działo nieprzyjaciela. 21 sierpnia oba plutony walczyły pod Żurominkiem.
Od 24 sierpnia cały dywizjon brał udział w pościgu za korpusem Gaja Gaja. Sowietom udało się jednak uniknąć okrążenia, a ich kawaleria przekroczyła granicę pruską. 28 sierpnia dywizjon wrócił w rejon Mławy, a stąd 1 września przewieziony został pociągami w rejon Chełma Lubelskiego. Po wyładowaniu, marszem pieszym udał się do Mienian, by 12 września ruszyć pod Morozowicze do walki z 1 Armią Konną. W pościgu za oddziałami Siemiona Budionnego walczył pod Błudowem, gdzie wspierał szwadrony 108 pułku ułanów i walnie przyczynił się do rozbicia trzech sotni kozaków. Nad Słuczem dywizjon patrolował brzegi rzeki, a po pięciodniowym odpoczynku przeprawił się na drugi brzeg zajmując 23 września stanowiska ogniowe w Zwiahlu. Podczas jednego z wypadów 3 bateria kpt. Rozwadowskiego uchroniła od rozbicia dywizjon 108 pułku ułanów. W tym czasie 2 bateria wspierała 2 pułk ułanów pod Czyżówką.
Dywizjon wziął też udział w zagonie na Korosteń. 8 października osłaniał  115 pułk ułanów przed atakami brygady baszkirskiej. 12 października dywizjon z składzie 8 BJ ruszył w kierunku Zwiahla. 2 bateria maszerowała w ugrupowaniu 2 pułku ułanów, a za nim dwa działa 3 baterii i 1 bateria. Przy  folwarku Krasnogórka pododdziały polskie wpadły w zasadzkę. W walce ciężko ranni zostali: ppłk Buol i kpt. Rozwadowski oraz 7 kanonierów; stracono 16 koni. Dowództwo dywizjonu objął por. Stanisław Żarczewski, który pozbawiony ognia własnej artylerii ruszył do szarży z częścią szwadronu ułanów torując drogę 1 baterii do zajęcia stanowisk. Jeszcze tego samego dnia w nocy w Rudni Baranowickiej zaatakowany został przez sowiecką piechotę 2 pułk ułanów. Ułani cofnęli się, odsłaniając stanowiska dywizjonu. Artylerzyści otworzyli ogień ze wszystkich swych dział i karabinów maszynowych. Sytuacja była wyjątkowo groźna. Noc nie pozwalała odróżnić oddziałów nieprzyjaciela od własnych. Spieszone pułki polskiej jazdy przystąpiły do kontrataku, a dywizjon wspierał je ogniem. Były to ostatnie strzały 8 dywizjonu w tej wojnie. W kolejnych dniach dywizjon stacjonował w Toporkach, następnie przemaszerował do Zwiahla, a parę dni potem przeszedł na dłuższy postój w Kurmaniu.
| Struktura i obsada personalna dywizjonu w 1920 |                                   |
| Stanowisko                                     | Stopień, imię i nazwisko          |
| dowódca dywizjonu                              | ppłk Artur Buol                   |
| dowódca dywizjonu                              | por. Stanisław Żarczewski         |
| dowódca dywizjonu                              | mjr Jan Dunin-Wąsowicz            |
| adiutant                                       | por. Stanisław Krasicki           |
| oficer łączności                               | pchor. Marceli Karczewski         |
| dowódca 1 baterii                              | por. Stanisław Brzezicki          |
| dowódca 1 baterii                              | por. Stanisław Żarczewski         |
| 1 oficer                                       | por. Sergiusz Połoński            |
| 1 oficer                                       | ppor. Szlachtowski                |
| młodszy oficer                                 | ppor. Szlachtowski                |
| młodszy oficer                                 | ppor. Jerzy Antropow              |
| młodszy oficer                                 | pchor. Zbigniew Marynowski        |
| dowódca 2 baterii                              | por. Konstanty Rodziewicz         |
| dowódca 2 baterii                              | ppor. Antoni Piasecki             |
| 1 oficer                                       | ppor. Antoni Piasecki             |
| młodszy oficer                                 | pchor. Witold Legun               |
| młodszy oficer                                 | pchor. Józef Czerkasow            |
| dowódca 3 baterii                              | kpt. Władysław Rogala-Rozwadowski |
| 1 oficer                                       | por. Stanisław Żarczewski         |
| młodszy oficer                                 | ppor. Zientak (chory)             |
| młodszy oficer                                 | pchor. Czesław Gałecki            |
| młodszy oficer                                 | pchor. Kuczkowski                 |
| młodszy oficer                                 | pchor. Zbigniew Marynowała        |
| młodszy oficer                                 | pchor. Lindemann (chory)          |
| młodszy oficer                                 | por. Jerzy Antropow               |

### Mapy walk dywizjonu

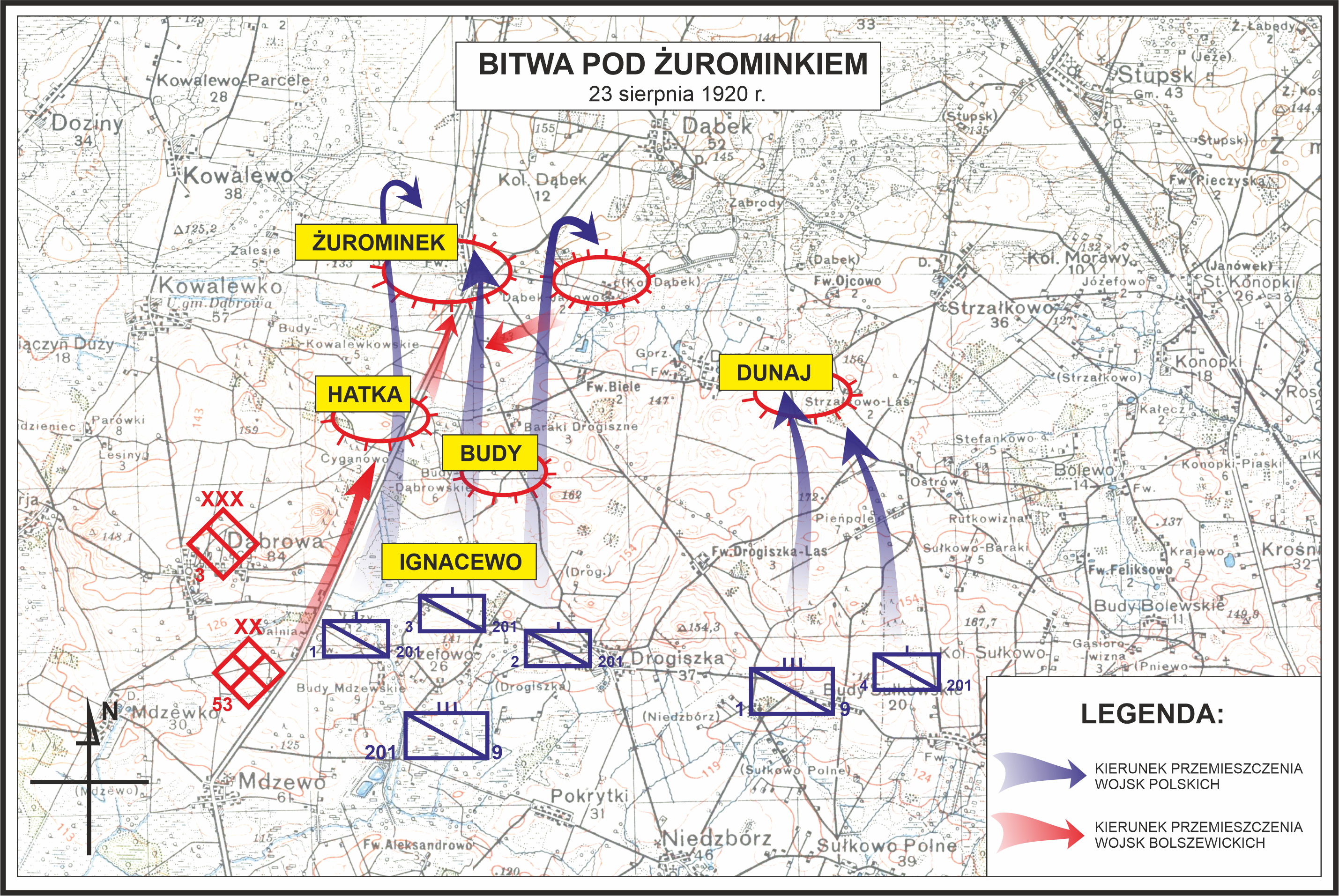
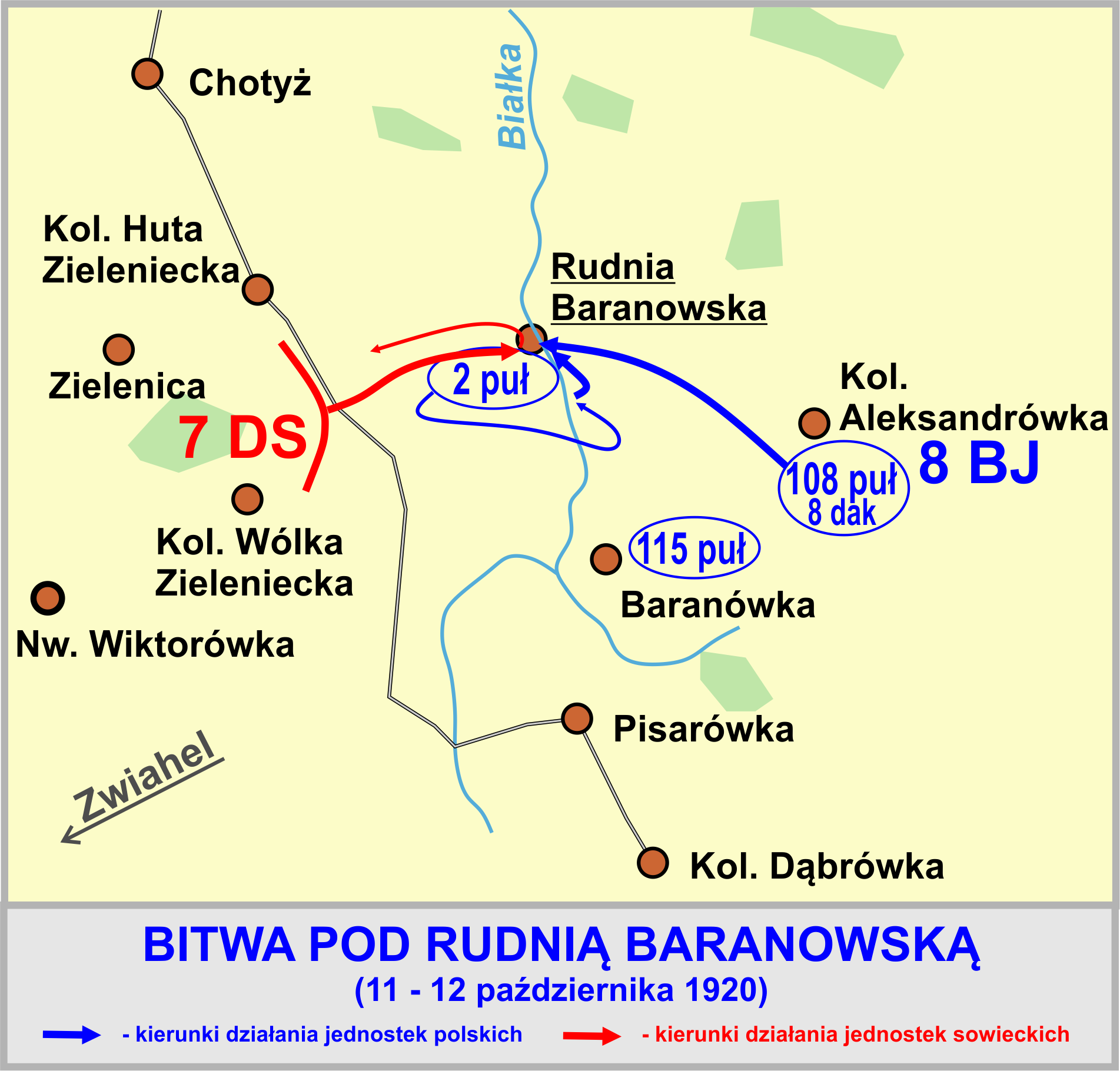

### Bilans walk
Łączne straty osobowe w wojnie polsko-bolszewickiej wyniosły 4 poległych oraz 27 rannych. Za bohaterskie czyny podczas walk 18 żołnierzy zostało odznaczonych Krzyżami Virtuti Militari V klasy. Krzyż Walecznych otrzymało 109 oficerów i żołnierzy, z tego jeden 4-krotnie, a sześciu  dwukrotnie.
| Kawalerowie Virtuti Militari                                                                     | Kawalerowie Virtuti Militari    | Kawalerowie Virtuti Militari |
| ------------------------------------------------------------------------------------------------ | ------------------------------- | ---------------------------- |
| Żołnierze pułku odznaczeni Krzyżem Srebrnym Orderu Wojennego Virtuti Militari za wojnę 1918–1920 |                                 |                              |
| ppłk Artur baron Buol                                                                            | kpr. Stanisław Dąbrowski        | bomb. Jan Gabryel            |
| plut. Tadeusz Jaskólski                                                                          | por. Izydor Kowalewski          | plut. Władysław Kępa         |
| kpr. Roch Krzystoszek                                                                            | ppor. Witold Biliński ps. Legun | kpr. Wacław Łukjan           |
| wachm. sztab. Marian Mendrek                                                                     | kpr. Marceli Mikulicz-Radecki   | kpr. Andrzej Nebeś           |
| kpt. Władysław Rozwadowski                                                                       | plut. Józef Różycki             | plut. Franciszek Rogalski    |
| plut. Jan Rokiciński                                                                             | kpr. Zygmunt Wachniewski        | por. Stanisław Żarczewski    |

## 9 dak w okresie międzywojennym

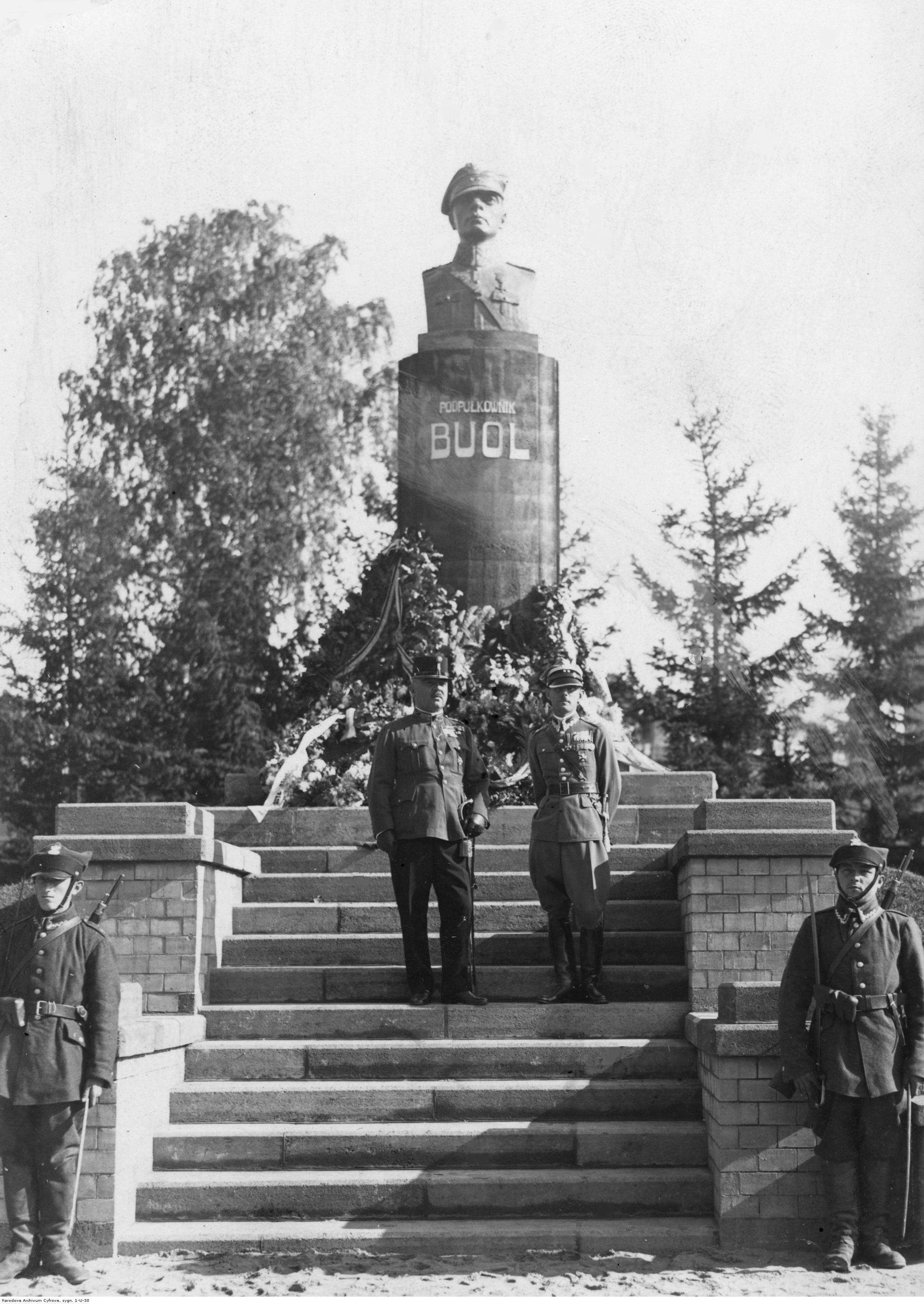
Pomnik pierwszego dowódcy dywizjonu, ppłk. Artura Buola w Baranowiczach w 1930. Na schodach od lewej: dowódca węgierskiej artylerii konnej gen. László Magasházy i dowódca polskiego 9 dak, ppłk Wacław Szalewicz

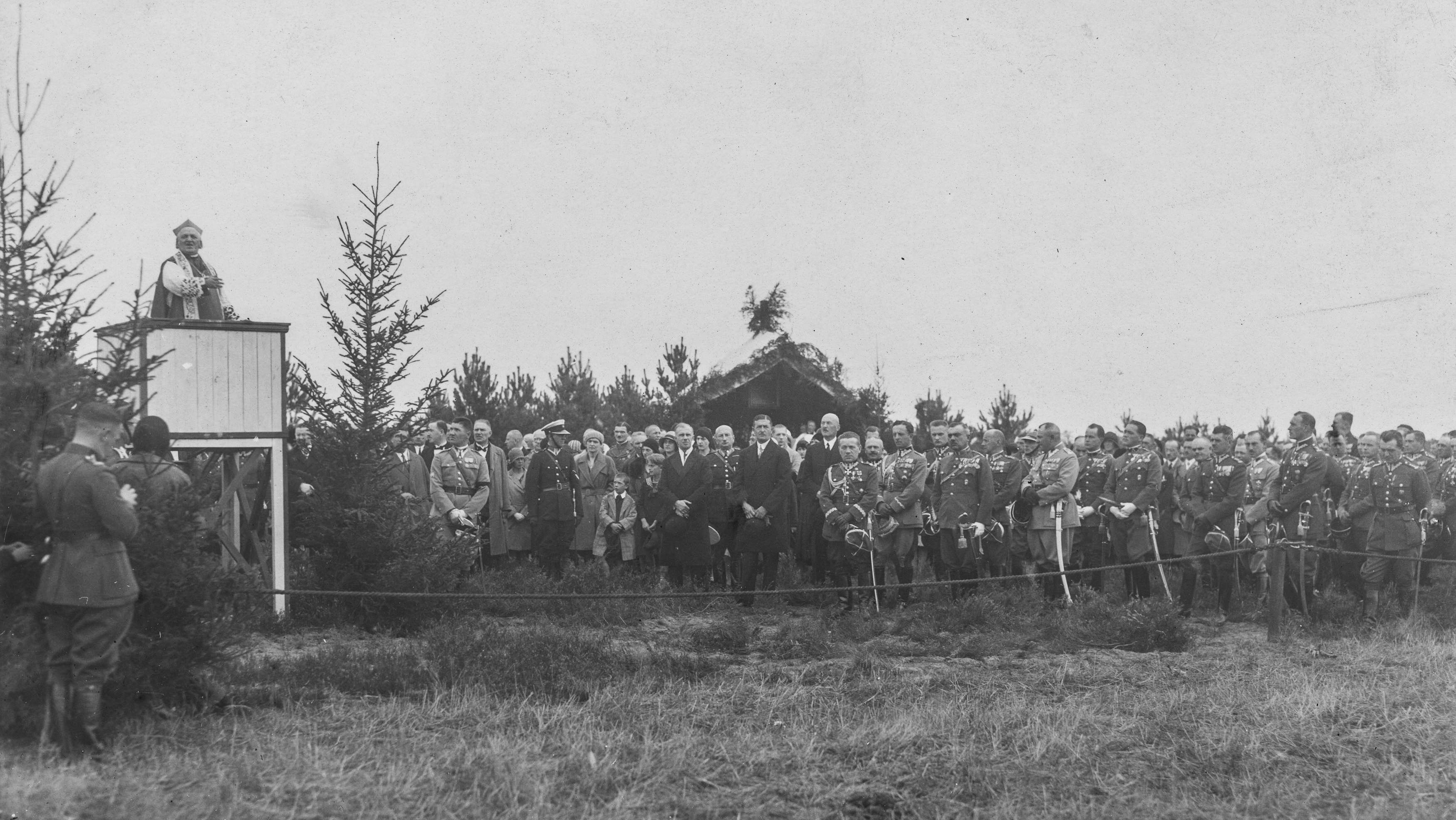
X-lecie 9 dak w Baranowiczach. Msza polowa; kazanie wygłasza biskup Władysław Bandurski

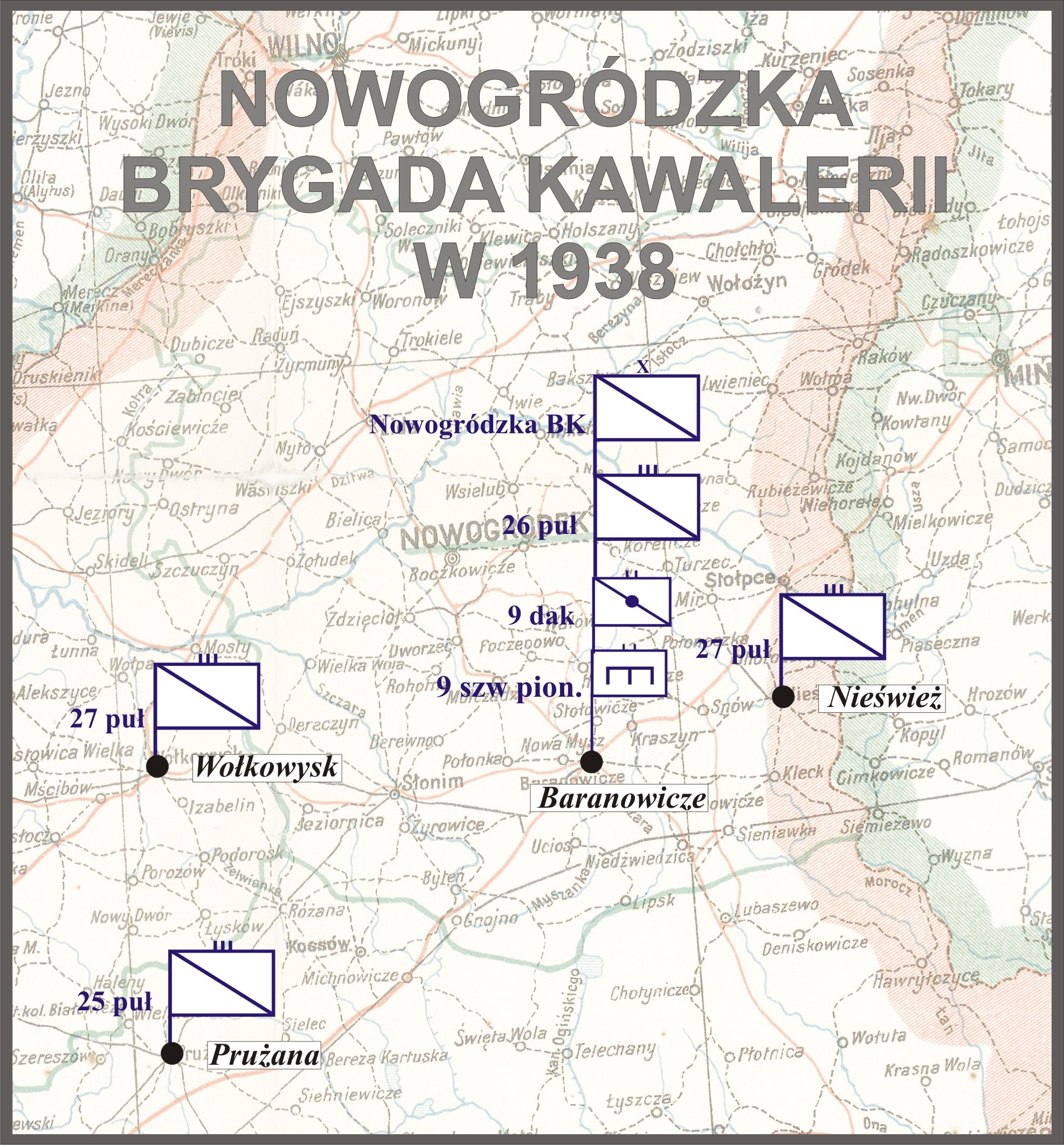
Nowogródzka BK w 1938

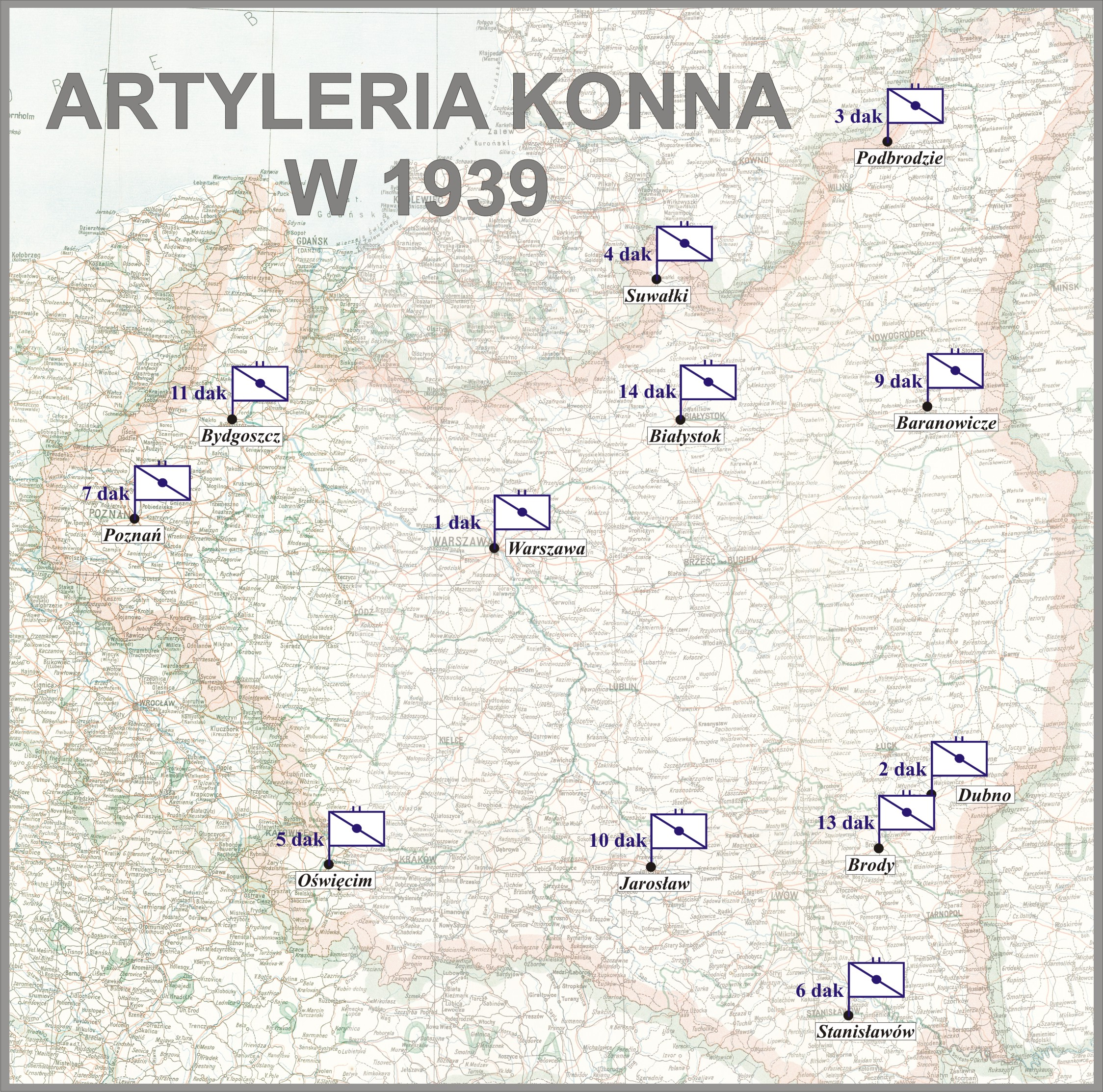
Artyleria konna Wojska Polskiego w 1939 przed wybuchem II wojny światowej

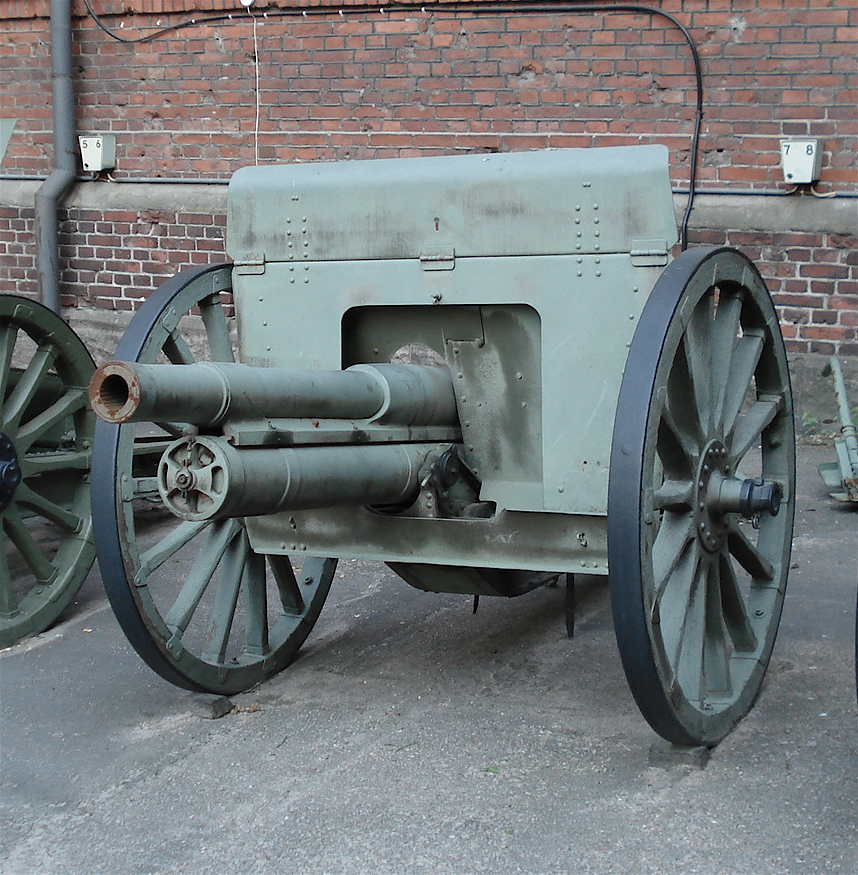
Armata wz. 02 po przekalibrowaniu stanowiła podstawowe uzbrojenie dywizjonu

### Zakwaterowanie i podporządkowanie
Pokojowym miejscem stacjonowania jednostki były Baranowicze. Dywizjon był organicznym pododdziałem artylerii: 2 pułku artylerii konnej (1921), I Brygady Jazdy (1921), IX Brygady Jazdy (1921–1924), 9 Samodzielnej Brygady Kawalerii (1924–1929), Brygady Kawalerii „Baranowicze” (1929–1937) i Nowogródzkiej Brygady Kawalerii (1937–1939). Pod względem fachowego wyszkolenia podporządkowany był dowódcy 9 Grupy Artylerii. Od 1937 dywizjon liczył cztery baterie. Miało to związek z liczbą pułków; każdy w macierzystej brygadzie kawalerii.
W czerwcu 1921, mimo sprzeciwu dowódcy dywizjonu, 8 dywizjon artylerii konnej został przemianowany na 9 dywizjon artylerii konnej. Na dywizjonowym proporczyku zostały wypisane następujące słowa:Jaki chcecie numer dajcie – żeśmy dzielni pamiętajcie.

### Święta w dywizjonie
Społeczeństwo Baranowicz darzyło dużym uznaniem stacjonujący w ich mieście dywizjon. W 1924 ofiarowało dywizjonowi „płomienie" do fanfar. Lokalne władze i zwykli mieszkańcy licznie stawiali na imprezach, zabawach i uroczystościach organizowanych z okazji święta pułkowego i świąt państwowych. Dużym powodzeniem cieszyły się zawody konne, których ukoronowaniem było zdobycie na własność pucharu honorowego oficerów artylerii konnej.
Większe uroczystości wiązały się ze świętem dywizjonu. Obchodzone było 23 sierpnia, na pamiątkę połączenia się trzech baterii pod dowództwem ppłk Artura Buola w 1920, w majątku Łomni pod Mławą. W czasie święta wręczane były odznaki artylerii konnej, organizowano zawody sportowe i zabawy. W Rodowodach artylerii konnej – Londyn 1964 – jako święto dywizjonu podano 12 października. Data ta ma swoje odniesienie do ostatniej bitwy dywizjonu pod Krasnogórką, lecz dzień ten, choć dla dywizjonu pamiętny, związany był jedynie ze składaniem kwiatów na grobie dowódcy dywizjonu ś.p. ppłk. Artura Buola w Korcu.
W dniach 27–29 września 1930 dywizjon uroczyście obchodził dziesięciolecie powstania. W trakcie obchodów odsłonięto pomnik pierwszego dowódcy, podpułkownika Artura barona Buol, z pochodzenia Szwajcara, byłego oficera c. i k. armii, który kierował się własną dewizą „Moja ojczyzna, to mój dywizjon artylerii konnej”. Ważnym wydarzeniem dla żołnierzy 9 dak było wręczenie dywizjonowi w 1938 ufundowanego przez społeczeństwo Baranowicz i okoliczne ziemiaństwo sztandaru.
| Obsada personalna i struktura organizacyjna w marcu 1939 |                                     |
| Stanowisko                                               | Stopień, imię i nazwisko            |
| dowódca dywizjonu                                        | ppłk Tadeusz Erazm Rohoziński       |
| I zastępca dowódcy                                       | mjr Mikołaj I Rodziewicz            |
| adiutant                                                 | kpt. Antoni Kowalewski              |
| lekarz medycyny                                          | ppor. lek. Aleksander Nowosielski   |
| lekarz weterynarii                                       | por. Feliks Anczykowski             |
| oficer zwiadowczy                                        | kpt. Jan Stanisław Alfred Gurawski  |
| II zastępca dowódcy (kwatermistrz)                       | kpt. Aleksander Czapliński          |
| oficer mobilizacyjny                                     | kpt. adm. (art.) Olgierd Juchnowicz |
| oficer administracyjno-materiałowy                       | por. Ryszard Eberhard               |
| oficer gospodarczy                                       | kpt. int. Jan Leopold Tomczyk       |
| oficer żywnościowy                                       | chor. Tadeusz Jaskólski             |
| dowódca plutonu łączności                                | kpt. Antoni Pajdo                   |
| dowódca szkoły podoficerskiej                            | kpt. Kazimierz Solski               |
| dowódca plutonu                                          | por. Władysław Jaszczyński          |
| dowódca plutonu                                          | ppor. Alfred Mieczysław Nowakowski  |
| dowódca baterii ćwiczebnej                               | por. Fortunat Woropaj               |
| dowódca 1 baterii                                        | kpt. Konstanty Małecki              |
| dowódca plutonu                                          | ppor. Tadeusz Gałuszczyński         |
| dowódca 2 baterii                                        | kpt. Tadeusz Ludwik Wieleżynski     |
| dowódca plutonu                                          | ppor. Andrzej Grocholski            |
| dowódca 3 baterii                                        | kpt. Jan Lilling                    |
| dowódca plutonu                                          | por. Józef Okulewicz                |
| dowódca 4 baterii                                        | mjr dypl. Juliusz Szostak           |
| dowódca plutonu                                          | ppor. Bolesław Longin Bartoszewicz  |

## 9 dak w kampanii wrześniowej

### Mobilizacja
Dywizjon zmobilizowany został 23 marca 1939. Mobilizację przeprowadzono w garnizonie Baranowicze w grupie „zielonej”. Zmobilizowano pododdziały dywizjonu oraz drużynę parkową uzbrojenia nr 941. W II rzucie mobilizacji powszechnej na bazie kadry dywizjonu zmobilizowano Ośrodek Zapasowy Artylerii Konnej nr 3 we Włodawie. Następnie w dniach 26–30 marca dywizjon został przetransportowany w okolice Sierpca i Raciąża, gdzie prowadzono intensywne szkolenie oraz uzupełniano istniejące jeszcze braki. W czerwcu przebywał na poligonie artyleryjskim w Toruniu, gdzie prowadził ostre strzelania. 8 sierpnia przesunięty został w rejon Lidzbarka. Zadaniem brygady była osłona zachodniego skrzydła Armii „Modlin”. Dywizjon przygotował zakryte stanowiska ogniowe. Tam opracowano ognie typowe dla prowadzenia obrony stałej. W czasie prac przygotowawczych do przyszłych działań określono dokładnie cele, wstrzelano nastawy do wybranych charakterystycznych punktów terenowych, umożliwiających już w czasie działań bojowych szybkie poprawianie ogni oraz stawianie zapór ogniowych na odcinkach zagrożenia. Były to niezbędne czynności, zwłaszcza w przewidywaniu walki z bronią pancerną.

### Działania wojenne

#### Walki i działania na terenie Mazowsza
W kampanii wrześniowej 1939 dywizjon, złożony z czterech baterii i kolumny amunicyjnej, walczył w składzie Nowogródzkiej Brygady Kawalerii. Po rozpoczęciu wojny niemieckie rozpoznawcze patrole przechodzą przez granicę. 1 września dywizjon nie prowadził działań bojowych. 2 września w godzinach popołudniowych 2 i 3 bateria wspierały ze stanowisk ogniowych w rejonie Wierzbowa natarcie 4 pułku strzelców konnych na Narzym, a dywizjonu 27 pułku ułanów na wieś Rywocina. Natarcie 4 psk nie powiodło się, natomiast dywizjon 27 puł. opanował Rywociny, ale z uwagi na odwrót do Sarnowa strzelców konnych zmuszony był wycofać się w ślad za nimi. 3 bateria wspierała w dniu 3 września 4 psk w walkach pod Kawęczynem z niemieckimi cyklistami i dozorowaniu odcinka Kuczbork-Chojnowo. 2 bateria wspierała działania dywizjonu 27 pułku ułanów pod Sarnowem. Dowódca dywizjonu, ppłk Tadeusz Rohoziński, 4 września przybył do Płocka organizować obronę artyleryjską przedmościa; w godzinach przedwieczornych z 4 psk przybyła 2 bateria. Pozostała część dywizjonu biwakowała w lesie koło Jaźwina. W godzinach nocnych 1, 3 i 4 bateria przybyły do Płocka. 2 bateria w trakcie marszu była atakowana przez wrogie lotnictwo; poległo 4, a rannych zostało 3 żołnierzy baterii, zabitych zostało 20 koni.
5 września 9 dak zajął stanowiska w Płocku-Radziwiu na lewym brzegu Wisły. Przejściowo na przedmościu płockim ppłk Rohozińskiemu podlegały inne oddziały artylerii przedmościa: 15 bateria artylerii konnej, 71 dywizjon artylerii lekkiej i bateria plot. Pluton 4 baterii, wraz z 4 psk, 5 września brał udział w wypadzie na Raciąż, z którego przyprowadzono pozostawione przez 20 pułk artylerii lekkiej haubice 100 mm. Nocą 8/9 września dywizjon odmaszerował przez Wyszogród do Puszczy Kampinoskiej i do Kazunia, a następnie ponownie na skraj Puszczy Kampinoskiej. 10 i 11 września 9 dak poprzez Modlin, Jabłonnę, Starą Miłosną dotarł do Wiązowny. 12 września, z uwagi na utworzenie Grupy Operacyjnej Kawalerii gen. bryg. W. Andersa, ppłk T. Rohoziński został też dowódcą artylerii GOKaw. 13 września, w związku z natarciem grupy w kierunku Mińska Mazowieckiego i Kałuszyna, poszczególne baterie zostały przydzielone do ułańskich pułków macierzystej brygady tj. 1 i 2 bateria do 27 pułku ułanów, 3 do 26 pułku ułanów, 4 do 25 pułku ułanów. 1 i 2 bateria efektywnie wspierały natarcie ułanów 27 pułku na Podrudzie-Maliszew i Józefów, ostrzeliwując ze stanowisk pod Podrudziem stanowiska niemieckiej 11 DP i artylerię niemiecką na południowym skraju Mińska Maz. Po zmroku obie baterie pomaszerowały w ślad za brygadą w kierunku południowym. 3 bateria na wschód o Józefowa zajęła stanowiska ogniowe i wspierała natarcie ułanów 26 pułku na Grabinę, a następnie ogniem na wprost odparła czołgi niemieckie, unieruchamiając 3 z nich. 4 bateria wsparła zwycięskie natarcie ułanów 25 pułku na Siennicę.
Nocą 13/14 września dywizjon, bez 3 baterii, podjął marsz na Garwolin i Parczew. 14 września 9 dak w składzie Nowogródzkiej BK dotarł do lasów w okolicach Łaskarzewa. 3 bateria wraz z 26 puł. dotarła do Gocławia, skąd podjęła marsz przez Leszczyny, Górzno, Kobylą Wolę do Gończyc, gdzie doszło do walki z pododdziałami niemieckiej 13 DPZmot. 3 bateria z ułanami wycofała się do lasów w rejonie Chotynia. Główne siły 9 dak, wraz większością Nowogródzkiej BK, 15 września podjęły marsz poprzez Ryki, Moszczankę, dalej wraz z 4 psk na most na rzece Wieprz w Łysobykach, a w rejonie Baranowa dywizjon dołączył do brygady, gdzie odpoczywał 16 i 17 września. 3 bateria wspierająca 26 pułk ułanów, obawiając się okrążenia, odskoczyła do lasów w pobliżu Łaskarzewa, skąd po ustaniu kierunku odejścia Nowogródzkiej BK pomaszerowała przez Oronne, Podbłocie, lasy Dęblińskie, przekroczyła Wieprz w koło Sędowic i dotarła do okolic Baranowa.

#### Walki na terenie Lubelszczyzny
17 września ok. godz. 15. 9 dak wraz z pułkami brygady podjął marsz nocą 17/18 września w kierunku Hrubieszowa, poprzez Michów i Gołąb, osiągając rano 18 września Kozłówkę. Dywizjon wraz z macierzystą brygadą wykonywał marsz nocą, w dzień wypoczywał w lesie, bądź maszerował tylko pod osłoną lasów. Kolejną noc kierował się w kierunku Łącznej, którą osiągnął rano 19 września. Następna noc 19/20 września to marsz do Rejowca. W rejonie stacji kolejowej w Rejowcu 9 dywizjon artylerii konnej został zaatakowany przez lotnictwo niemieckie, poniósł straty: 9 poległych, 14 rannych, 32 zabite konie, 1 armata i 2 jaszcze rozbite. Kolejny marsz wykonał dywizjon do Grabowca, który osiągnął 21 września. 22 września pułki Nowogródzkiej BK, zgodnie z rozkazem dowódcy Frontu Północnego, podjęły próbę przebicia się przez otaczający pierścień wojsk niemieckich w kierunku południowym. 9 dak wspierał bateriami poszczególne pułki: 2 baterią 4 psk w natarciu na wieś Majdan Sielec, 1 baterią 25 puł. na wieś Janówka i Dąbrowa. 3 bateria z  26 puł. i 4 bateria z 27 puł. znalazły się w odwodzie brygady. Rano 23 września 1 bateria ostrzeliwała i wspierała ogniem zwycięskie natarcie i szarżę 25 pułku ułanów na Krasnobród, gdzie rozbito sztab niemieckiej 8 DP. 2 bateria i kolumna amunicyjna dywizjonu wraz z 4 psk błędnie skierowana odłączyła od macierzystej brygady i wspierała ze stanowisk ogniowych we wsi Klocówka walkę obronną 4 psk o las i stok Potoczka. 2 bateria została częściowo rozbita nawałami niemieckiej artylerii, dowódca jej kpt. T. Wieleżyński poległ i w rezultacie z uwagi na okrążenie przez pułk niemieckiej 68 Dywizji Piechoty, rozkazem płk Zakrzewskiego rozwiązana, po uprzednim zniszczeniu sprzętu, wyposażenia, a wspierany 4 psk rozproszony w walce.
Dywizjon, w ślad za pułkami ułańskimi, dotarł do rejonu Majdanu Sopockiego, gdzie odpoczywał, uzupełniał żywność. Nocą 24/25 września podjął dalszy marsz w kierunku Huty Różanieckiej, w godzinach popołudniowych 25 września wraz z brygadą dotarł w rejon Horyńca. Po odpoczynku podjęto następny nocny marsz 25/26 września. Gdy rano czołowe pułki dotarły do szosy Krakowiec-Jaworów, napotkano na niej maszerującą niemiecką piechotę. Natarcie 26 i 27 pułku ułanów, ze wsparciem ogniowym 3 i 4 baterii 9 dak, pozwoliło otworzyć drogę dla brygady i umożliwiło zajęcie wsi Broszki. W dalszym marszu czołowym 27 pułk ułanów wraz z 4 baterią stoczyły ciężki bój z oddziałem niemieckiej piechoty z 28 DP we wsi Morańce. Ułani ponieśli znaczne straty, pomimo wsparcia ogniowego baterii, i nie zdołali zdobyć wsi. Ominięto zatem tę wieś docierając do wsi Siedliska, gdzie baterie odpoczywały. Po krótkim rozejmie z dowództwem niemieckiej 28 DP, niemieckie jednostki wycofały się na zachód nieatakowane, a Nowogródzka BK ruszyła nieatakowana na południe.        

#### Dalsze walki na Podkarpaciu
Dalszy marsz, z uwagi na zajęcie drogi przez oddziały Armii Czerwonej, wymusił zmianę marszruty. 1 bateria, wspierająca 25 puł., przekroczyła tory kolejowe linii Przemyśl-Lwów i nocą 26/27 września przy jej wsparciu ogniowym ułani zajęli bronioną przez oddział sowiecki wieś Radonice i skierowali się w ulewnym deszczu na wieś Chlipie. Po krótkiej walce, przed świtem 27 września, Chlipie obsadzone przez piechotę i czołgi sowieckie zostało zdobyte. Baterie 3 i 4 zajęły stanowiska do obrony przeciwpancernej na zachodnich i północnych podejściach do wsi. Kontratak sowiecki załamał się w ogniu na wprost armat 4 baterii. We wsi pozostała 4 bateria i ułani 25 pułku. Reszta 9 dak, wraz z brygadą, wyruszyła w kierunku Władypol-Sadkowice. Pod Władypolem idący w straży przedniej 26 puł. wraz z 3 baterią napotkał opór kawalerii, czołgów i piechoty zmotoryzowanej Armii Czerwonej. Bateria z pułkiem wycofały się do Woli Sudkowskiej. Tu do walki przygotowywał się 27 puł. i zajęły stanowiska ogniowe 3 i 4 bateria 9 dak. Doszło do walki ze ścigającymi 26 pułk ułanów czołgami i kawalerią sowiecką. Baterie dywizjonu oddały ostatnie strzały z armat; zabrakło już amunicji. Na rozkaz gen. bryg. Władysława Andersa zniszczono działa, a wszystkie oddziały wycofały się do lasu w rejonie wsi Rajtarowice; doszło w nim do walki z czołówką sowieckich oddziałów. Na odprawie w gajówce Jordanówka, na rozkaz generała Andersa, rozwiązano oddziały brygady, w tym 9 dywizjon artylerii konnej. Żołnierze mieli się przedzierać w grupach do granicy węgierskiej lub udać się do miejsc zamieszkania.
Za kampanię dywizjon został odznaczony orderem Virtuti Militari.

### Oddział Zbierania Nadwyżek 9 dywizjonu artylerii konnej
OZN 9 dak nominalnie miał wejść w skład Ośrodka Zapasowego Artylerii Konnej nr 3 we Włodawie. Po wyjściu w marcu 1939 baterii 9 dak w rejon nadgraniczny, w garnizonie w Baranowiczach pozostała kadra dywizjonu z kpt. Kazimierzem Małeckim i kpt. w st. sp. Eustachym Włodzimierzem Zadoreckim, szkoląca poborowych z marcowego wcielenia. Po ogłoszeniu mobilizacji powszechnej, kpt. Małecki wyjechał do OZ w Łukowie (lub Włodawie?). Natomiast kpt. st. sp. Zadorecki sformował baterię artylerii konnej z dwoma armatami, która przewieziona została do OZ Art. Konnej nr 3 we Włodawie, gdzie doposażono ją w konie, sprzęt i amunicję oraz przydzielono jedną armatę. Bateria osiągnęła gotowość 11 września, a 12 września udała się marszem pieszym z Włodawy do Kobrynia, gdzie przydzielono ją do dyspozycji Dywizji „Kobryń” płk. Adama Eplera. Weszła w skład sformowanego tam improwizowanego V dywizjonu 20 pal pod dowództwem kpt. rez. Ludwika Łosia.
Bateria w dniach 14-16 września została rozdzielona działonami do batalionów Dywizji „Kobryń” jako artyleria ppanc. i wzięła udział w odparciu natarcia pododdziałów niemieckiej 2 DPZmot. na Kobryń; w jej wyniku utraciła jedną z armat. Następnie wykonała marsz z jednostkami dywizji do rejonu Szacka, gdzie 27 września weszła w skład Podlaskiej Brygady Kawalerii, która w większości utraciła swoją artylerię. Wraz z Podlaską BK wzięła udział w walkach 28 i 29 września; ostrzeliwała czołgi i piechotę sowiecką z rejonu Jabłoni. Następnie wraz z Podlaską BK przemieściła się w rejon Kocka. 3 i 4 października bateria stacjonowała we wsi Krzywda, zajmując tu stanowiska ogniowe. 4 października do brygady ppłk Żyborski przyprowadził 2 działa 75 mm, spod Stoczka, wykopane z ziemi po ukryciu ich kilka dni wcześniej przez kapitulujące jednostki WP; jedno uzupełniło baterię, drugie bez przyrządów celowniczych włączono do dywizjonu KOP „Niewirków“ jako ppanc. Tego dnia bateria ostrzeliwała oddziały zmotoryzowanej piechoty i samochody pancerne zbliżające się do stanowisk brygady od strony Żelechowa. 5 października bateria wspierała 5 pułk ułanów i 9 pułk strzelców konnych jako "latająca" bateria w walkach obronnych z piechotą zmotoryzowaną niemieckiej 29 DPZmot. pod Radoryżem, Krzywdą i Adamowem.
18 września 1939 w Baranowiczach do niewoli sowieckiej dostał się kpt. Kazimierz Solski, „pokojowy” dowódca szkoły podoficerskiej. Wymieniony już 5 listopada 1939 przebywał w Obozie NKWD w Kozielsku. Między 16 a 19 kwietnia 1940 został zamordowany w Katyniu.
| Struktura organizacyjna i obsada personalna we wrześniu 1939 |                                            |                          |
| Stanowisko                                                   | Stopień, imię i nazwisko                   | Uwagi                    |
| Dowództwo                                                    |                                            |                          |
| dowódca dywizjonu                                            | ppłk art. Tadeusz Erazm Rohoziński         |                          |
| adiutant                                                     | kpt. art. Antoni Kowalewski                |                          |
| oficer zwiadowczy                                            | por. art. Władysław Jaszczyński            | †1940 Charków            |
| oficer obserwacyjny                                          | por. art. rez. Maurycy Ignacy Protasiewicz |                          |
| oficer łączności i dowódca plutonu łączności                 | kpt. art. Antoni Pajdo                     |                          |
| oficer przeciwgazowy i broni                                 | por. art. Ryszard Eberhardt                |                          |
| oficer mobilizacyjny                                         | kpt. Olgierd Juchnowicz                    |                          |
| oficer żywnościowy                                           | chor. Tadeusz Jaskólski                    |                          |
| płatnik                                                      | kpt. int. Jan Leopold Tomczyk              |                          |
| lekarz                                                       | ppor. lek. Aleksander Nowosielski          |                          |
| lekarz weterynarii                                           | por. lek. wet. Feliks Anczykowski          |                          |
| oficer łącznikowy                                            | por. art. rez. Jan Nepomucen Psarski       |                          |
| 1 bateria                                                    |                                            |                          |
| dowódca 1 baterii                                            | kpt. art. Aleksander Czapliński            |                          |
| oficer ogniowy                                               | ppor. Alfred Mieczysław Nowakowski         |                          |
| dowódca I plutonu                                            | ppor. art. rez. Janusz Karchowski          |                          |
| dowódca II plutonu                                           |                                            |                          |
| 2 bateria                                                    |                                            |                          |
| dowódca 2 baterii                                            | kpt. art. Tadeusz Ludwik Wieleżyński       | † 23 IX 1939 Krasnobród  |
| oficer ogniowy                                               | ppor. art. Andrzej Grocholski              |                          |
| oficer zwiadowczy                                            | ppor. Konstanty Belina-Brzozowski          |                          |
| dowódca I plutonu                                            | ppor. rez. Janusz Zaporski                 |                          |
| dowódca II plutonu                                           | ppor. rez. Kazimierz Żerko                 |                          |
| 3 bateria                                                    |                                            |                          |
| dowódca 3 baterii                                            | kpt. art. Jan Lilling                      |                          |
| oficer ogniowy                                               | por. art. Józef Okulewicz                  | † 28 IX 1939 Niżankowice |
| oficer zwiadu                                                | por. Zygmunt Bełdycki                      |                          |
| dowódca I plutonu                                            | ppor. rez. Czesław Dec (Dytz?)             |                          |
| dowódca II plutonu                                           | ppor. rez. Stanisław Peredko               |                          |
| 4 bateria                                                    |                                            |                          |
| dowódca 4 baterii                                            | por. art. Fortunat Woropaj                 |                          |
| oficer ogniowy                                               | ppor. art. Bolesław Longin Bartoszewicz    | †1940 Charków            |
| oficer zwiadowczy                                            | ppor. rez. Kazimierz Sylwanowicz           |                          |
| dowódca I plutonu                                            | por. Edmund Hryniewicz                     |                          |
| dowódca II plutonu                                           | por. Marian Piotr Szaniawski               |                          |
| samodzielne pododdziały                                      |                                            |                          |
| dowódca kolumny amunicji                                     | por. rez. Tadeusz Kierdey-Zamajski         |                          |

## Symbole dywizjonu
Sztandar
17 lipca 1938 w Zamościu marszałek Polski Edward Śmigły-Rydz wręczył dowódcy dywizjonu sztandar, nadany 11 stycznia 1938 przez Prezydenta RP. Nadanie sztandaru i zatwierdzenie jego wzoru ogłoszone zostało w Dodatku Tajnym do Dziennika Rozkazów M.S.Wojsk. Nr 3 z 17 lutego 1938 poz. 24.

Sztandar został wykonany zgodnie z wzorem określonym w Dekrecie Prezydenta Rzeczypospolitej Polskiej z 24 listopada 1937 o znakach wojska i marynarki wojennej opublikowanym w Dzienniku Ustaw Rzeczypospolitej Polskiej nr 5 z 28 stycznia 1938.
Na prawej stronie płata znajdował się amarantowy krzyż, w środku którego wyhaftowano orła w wieńcu z wawrzynu. Na białych polach, pomiędzy ramionami krzyża, znajdowały się cyfry 9 w mniejszych wieńcach z wawrzynu.

W narożnikach lewej strony płata umieszczono wizerunki Matki Boskiej Ostrobramskiej i Świętej Barbary oraz herbu ziemi nowogródzkiej i odznakę pamiątkowej artylerii konnej, a także nazwy miejscowości – miejsc walk dywizjonu w wojnie z bolszewikami: Krasnogórka, Warszawa, Rudnia Baranowicka, Morozowicze.

Wyruszając na wojnę we wrześniu 1939 dywizjon zabrał sztandar ze sobą. Jego losy do dziś pozostają niewyjaśnione. Istnieją wersje o spaleniu i o zakopaniu sztandaru.
Odznaka pamiątkowa
Od 20 maja 1922 oficerom i żołnierzom mogły być nadawane odznaki pamiątkowe artylerii konnej, wspólne dla wszystkich dywizjonów. Odznaka miała kształt krzyża maltańskiego o ramionach pokrytych emalią białą z pozłacanymi datami 1809 i 1918.
Na środek krzyża nałożony został orzeł srebrny, oksydowany, w koronie pozłacanej, trzymający w szponach pozłacane, skrzyżowane lufy armatnie z gorejącą bombą. Pod lufami proporczyk emaliowany artylerii konnej, czarno-amarantowy (od 1926 czarno-szkarłatny).
Barwy artylerzystów konnych
| Osobne artykuły: Barwy jednostek kawalerii i barwy broni i służb Wojska Polskiego . |                                                                         |
| Grafika                                                                             | Opis                                                                    |
|                                                                                     | Łapka ciemnozielona, wypustka karmazynowa                               |
|                                                                                     | Od 14 lipca 1920 proporczyk czarno-amarantowy                           |
|                                                                                     | Od 4 sierpnia 1927 proporczyk czarno-szkarłatny                         |
|                                                                                     | Otok na czapkach – czarny (oficerowie aksamitny, szeregowi sukienny)    |
|                                                                                     | Spodnie długie ciemnogranatowe, lampasy amarantowe, wypustka amarantowa |
| Naramiennik                                                                         | numer porządkowy dywizjonu „13”                                         |

Żurawiejka
| Osobny artykuł: Żurawiejka .     |                            |
| Jaki chcecie numer dajcie,       | żeśmy dzielni pamiętajcie. |
| Lance do boju, szable w dłoń ... |                            |

## Kadra dywizjonu

### Dowódcy i zastępcy dowódcy dywizjonu
| Stopień, imię i nazwisko        | Okres pełnienia służby |
| Dowódcy dywizjonu               |                        |
| ppłk Artur baron Buol           | 20 VII – 12 X 1920     |
| por. Stanisław Żarczewski       | od 12 X 1920           |
| kpt. Kaczorowski                |                        |
| mjr art. Jan Dunin-Wąsowicz     | 10 V 1921 – VII 1923   |
| mjr art. Włodzimierz Gronowski  | VII – 31 VIII 1923     |
| ppłk art. Jan Dunin-Wąsowicz    | I 1924 – II 1927       |
| ppłk szt. gen. Rudolf Jagielski | V 1927 – VII 1928      |
| ppłk art. Wacław Szalewicz      | VII 1928 – 1 VII 1932  |
| ppłk art. Zygmunt Fischer       | 10 VII 1932 – VI 1935  |
| ppłk art. Zygmunt Lewandowski   | VII 1935 – 1938        |
| ppłk art. Tadeusz Rohoziński    | 1938 – IX 1939         |
| Zastępcy dowódcy dywizjonu      |                        |
| kpt. art. Konstanty Hartingh    | p.o. 1924              |
| mjr art. Mikołaj I Rodziewicz   | 1939                   |

### Żołnierze dywizjonu – ofiary zbrodni katyńskiej
Biogramy zamordowanych znajdują się na stronie internetowej Muzeum Katyńskiego
| Stopień, imię i nazwisko        | zawód             | miejsce pracy przed mobilizacją | zamordowany |
| ------------------------------- | ----------------- | ------------------------------- | ----------- |
| por. rez. Stanisław Bandrowski  | inżynier rolnik   | Telechany na Polesiu            | Charków     |
| ppor. Bolesław Bartoszewicz     | żołnierz zawodowy | dowódca plutonu 4 baterii       | Charków     |
| ppor. Tadeusz Gałuszczyński     | żołnierz zawodowy | dowódca plutonu 1 baterii       | Katyń       |
| por. rez. Gustaw Gieysztor      | inżynier rolnik   | ziemianin                       | Charków     |
| ogn. Tadeusz Grzmil             | żołnierz zawodowy |                                 | BLK         |
| por. Władysław Jaszczyński      | żołnierz zawodowy | oficer zwiadu                   | Charków     |
| por. rez. Stanisław Karnkowski  | architekt         | pracował w Warszawie            | Katyń       |
| kpt. Jan Lilling                | żołnierz zawodowy | dowódca baterii                 | Charków     |
| por. rez. Władysław Muchowski   | inżynier leśnik   |                                 | Charków     |
| ppor. Alfred Nowakowski         | żołnierz zawodowy | dowódca plutonu szkoły podofic. | Charków     |
| ppor. rez. Maurycy Protasiewicz | ziemianin         | oficer obserwacyjny (IX 1939)   | ULK         |
| kpt. Jan Leopold Tomczyk        | żołnierz zawodowy | oficer gospodarczy              | Charków     |